# الاحتجاجات اليونانية 2011
الاحتجاجات اليونانية 2011، هي احتجاجات بدأت في اليونان في 25 مايو 2011. اندلعت وساعد على تزايدها أحداث مشابهة على فيسبوك، نشرها محتجون إسبان.[بحاجة لمصدر]. ويحتج المواطنون اليونانيون على الحكومة، صندوق النقد الدولي، اللذان وقعها على مذكرة قرض طويل الأجل. وتمكن المذكرة صندوق النقد الدولي من التدخل في اقتصاد اليونان، إلى حد إمكانية بيع ممتلكات الدولة.
بالإضافة إلى أن هذه المذكرة قد اعتبرت غير قانونية، لأن الدستور اليوناني ينص على وجوب توقيعها من قبل 180 عضو في البرلمان على الأقل (وقد وقعها 173 عضو فقط). ويحتج اليونانيون أيضًا على أن السرقات التي يقترفها غالبية أعضاء البرلمان لعقود مضت، وأحدثها قضية فضيحة سيمنز 2008.
في الوقت الذي زادت فيه نسبة العجز في اليونان، فقد ارتفع معدل البطالة إلى أكثر من 15% في 2011، ووصلت نسبة الضرائب إلى 23%. وأدت حالة الفقر وانخفاض مستوى الدخل الاقتصادي إلى خروج اليونانيين إلى الشوارع، للمطالبة بإلغاء المذكرة الموقعة مع صندوق النقد الدولي، وايجاد حلول فورية لمشكلاتهم.

## الأزمة الاقتصادية اليونانية
تنص خطة التقشف الجديدة في اليونان على توفير مبلغ إضافي من 28,4 مليار يورو في موازنة الدولة من الآن وحتى 2015 لتضاف إلى الإجراءات المشددة التي تقررت في 2010 وتضمنت إصلاح أنظمة التقاعد وتخفيض الرواتب في القطاع العام خصوصا.
وهذه الموجة الثانية التي طالب بها الاتحاد الأوروبي وصندوق النقد الدولي مقابل مواصلة مساعدتهما المالية للبلد والتي تواجه معارضة حتى داخل الحزب الاشتراكي الحاكم، اضطر رئيس الوزراء جورج باباندريو إلى إعلان تعديل وزاري أمس الأربعاء.
وفي 2011، ينبغي توفير ما قيمته 6,4 مليارات يورو عبر التشدد في فرض الضريبة والحد من الكتلة المالية لرواتب الموظفين وتقليص النفقات العسكرية وموازنة الاستثمارات العامة.
إلى 4% مبدئيا حتى 2015، وزيادة في الرسوم على الثروات يخوت وأحواض سباحة وسيارات فخمة إضافة إلى رسوم على الغاز والتبغ وبطاقات السيارات الرمادية، وزيادة الضريبة على القيمة المضافة لتصل إلى 23% على بعض المنتجات.
وفي حين تتفشى البطالة في اليونان، تنص الخطة أيضا على فرض معايير للعائدات بالنسبة إلى التقديمات الاجتماعية والتشدد في نظام منح تعويض البطالة وتقليص بعض تعويضات التقاعد التكميلية.
وعلى صعيد الوظيفة العامة، تنص الخطة على مواصلة تقليص عدد المتعاقدين مع الدولة وإلغاء الاستثناءات بمعدل عقد واحد مقابل كل خمسة موظفين تركوا العمل وفتح باب الإقالات.
والخطة التي سيتعين التصويت عليها قبل نهاية يونيو، تتضمن أيضا برنامجا واسعا من التخصيص والمقدر أن يجني 50 مليار يورو من الآن وحتى 2015 بدءا من بيع أسهم المرافئ والمطارات وصولا إلى بيع أسهم البريد أو فتح رأسمال شركة الكهرباء والمراهنات الرياضية واليانصيب أو شركة الغاز.
وتتوقع اليونان أن تضع هذه العائدات في خدمة ديونها التي قفزت إلى أكثر من 350 مليار يورو.
وفي 2010، ومقابل قرض بقيمة 110 مليارات يورو منحه الاتحاد الأوروبي وصندوق النقد الدولي وتسلمت أثينا نصفه، تحمل اليونانيون العام الماضي تخفيضات على الرواتب في الوظيفة العامة وإعادة دمج شاملة لنظام التقاعد لتخفيف قيمة التعويضات.
وفي 6 يوليو 2010 أقر البرلمان اليوناني برنامج التقشف الذي اقترحته الحكومة وذلك بهدف تفعيل خطة إنقاذ اليونان لتجاوز الأزمة المالية الخانقة التي تهدد بإفلاس البلاد.
ووضعت أثينا الخطة بعد اشتراط المقرضين على اليونان -العضو في منطقة اليورو- القيام بإجراءات من شأنها تخفيض عجز الميزانية الكبير.
وتعهدت 15 دولة من منطقة اليورو وصندوق النقد الدولي بتقديم قرض لليونان بقيمة 110 مليارات يورو (140 مليار دولار) خلال ثلاث سنوات، على أمل حل الأزمة الاقتصادية التي تعانيها اليونان جراء القروض الضخمة التي تثقل كاهلها وتتجاوز أربعمائة مليار دولار.

## خلفية أحداث العام 2010
في أوائل العقد الأول من القرن الواحد والعشرين وحتى منتصفه، استغلت الحكومة الاقتصاد اليوناني القوي عبر عجز مالي كبير. نتيجةً لركود الاقتصاد العالمي في أواخر العقد الأول من القرن الواحد والعشرين، تعرضت اليونان لخسائر فادحة لأن صناعاتها الرئيسية –الشحن والسياحة– كانت واقعة تحت رحمة التغيرات الحاصلة في دورة الأعمال التجارية. وبالتالي، أخذت ديون البلاد في التراكم بسرعة. في أواخر العام 2009، أعلنت الحكومة مراكمة ديونها لدرجة الوقوع في عجز مالي بنسبة 13% تقريبًا من الناتج المحلي القومي لليونان. وقد تضاعفت آثار ذلك بسبب مشكلة التهرب الضريبي في أوساط الطبقة المتوسطة والعليا في البلاد، إذ تُعتبر الشريحة العليا من الأسر مسؤولة عن 80% من إجمالي الديون الضريبية المستحقة للحكومة. في أوائل العام 2010، اقترح السياسيون أن الوقت قد آنَ لتنفيذ خطط الإنقاذ الطارئة.

### إجراءات التقشف
في 1 مايو، أعلن رئيس الوزراء جورج باباندريو عن حزمة رابعة من إجراءات التقشف التي نفذتها الحكومة اليونانية، والتي وُصفت باعتبارها «غير مسبوقة». وشملت تلك الحزمة المزيد من التخفيضات في رواتب موظفي القطاع العام، وتخفيض المعاشات التقاعدية، وفرض ضرائب جديدة على أرباح الشركات، وزيادة الضرائب على الرفاهية، والضرائب للحد من استهلاك السلع الضارة، وزيادة ضريبة القيمة المضافة. شكّلت تلك التغييرات المقترحة، التي استهدفت توفير 30 مليار يورو بحلول العام 2012، أكبر عملية إصلاح حكومي يشهدها جيل واحد. كما أن تلك التخفيضات متوافقة مع عروض القروض التي قدمها الاتحاد الأوروبي وصندوق النقد الدولي، والتي طالبت اليونان بتحرير اقتصادها. وساعدت تلك التخفيضات اليونان على التوصل إلى اتفاقية القرض، أُعلن عنها في 2 مايو، للحصول على قروض فورية بقيمة 45 مليار يورو (مع فائدة تبلغ نسبة 5% في الغالب، مقدمة من الاتحاد الأوروبي)، مع إتاحة أموال إضافية في المستقبل. كان من المتوقع أن تبلغ قيمة القروض الإجمالية 110 مليار يورو تقريبًا. قدم باباندريو مشروع القانون إلى البرلمان في 4 مايو.
كان من المُزمع أن يصوت برلمان اليونان على مُقترح إجراءات التقشف في 6 مايو. تعهد حزب الديمقراطية الجديدة، حزب الأقلية المحافظة، بالتصويت ضد مشروع القانون، إنما كان من المتوقع إقرار مشروع القانون بسبب الأغلبية الكبيرة للحركة الاشتراكية اليونانية التي حظيت بـ160 مقعدًا في البرلمان. وناشدت الحكومة الموظفين المحبَطين بعدم تقديم استقالاتهم، خوفًا من زيادة طلبات المخصصات التي من شأنها أن تفاقم استنزاف الخزينة العامة.
في تصويتين منفصلين في 29 و30 يونيو، أقرّ البرلمان إجراءات التقشف.

### صِلة الاحتجاجات بأحداث الشغب في اليونان في العام 2008
بدأت أحداث شغب اليونان في العام 2008 في 6 ديسمبر 2008، عندما قتل رجلا شرطةٍ ألكساندروس غريغوروبولوس، الطالب البالغ من العمر 15 عامًا، في منطقة إكسارشيا في قلب العاصمة أثينا. مع أن حادثة إطلاق النار هي ما أشعل فتيل الاضطرابات، فقد ذكر مراقبون أن ردود الفعل ذاتها كانت انعكاسًا لأسباب أعمق، وخصوصًا شعور الإحباط الذي استشرى في أوساط جيل الشباب بشأن المشاكل الاقتصادية في البلاد (والتي تُعزى بجزء منها للركود الاقتصادي العالمي 2008)، ومعدل البطالة لدى الشباب، والشعور العام بعدم أهلية مؤسسات الدولة اليونانية وفسادها. استمرت بعض تلك الاحتجاجات بشكل متفرق حتى العام 2011 وما بعده.

## احتجاجات العام 2010
بدا وكأن المحرّك الرئيسي للاحتجاجات المناهضة للتقشف اعتباره نوعًا من تحفيز الحرمان مِن طرف الجهات الفاعلة، كالمؤسسات المالية والهيئات الأجنبية مثل الاتحاد الأوروبي وألمانيا، التي نُحي عليها باللائمة بسبب سياسات التقشف المطبقة.

### قبل 5 مايو 2010
في يوم عيد العمال، خرجت مسيرات احتجاجية في أثينا وسالونيك، نظّمتها العديد من النقابات، وأنصار الأحزاب اليسارية والأناركية والشيوعية. واندلعت اشتباكات عنيفة عندما نزلت شرطة مكافحة الشغب لتطويق المتظاهرين.
في 4 مايو، اقتحم أعضاء الحزب الشيوعي اليوناني أكروبوليس أثينا وعلقوا لافتات: «يا شعوب أوروبا انتفضي».

### الإضراب والمظاهرات في 5 مايو 2010
كردة فعل على تخفيضات الإنفاق والزيادات الضريبية المقترحة، دُعي إلى خوض إضراب عام على مستوى البلاد في 5 مايو. ابتداءً من منتصف الليل، توقفت حركة الطائرات، والقطارات، والعبّارات، الداخلة إلى البلاد والخارجة منها. كما أُغلقت المدارس، وبعض المستشفيات، والعديد من الشركات الخاصة. يعتبر بعض المراقبين أن تلك المظاهرات هي الأكبر منذ نهاية حكم المجلس العسكري اليوناني 1967 –1974.
تظاهرت جموعٌ في مدينة أثينا تقدّر بنحو 100,000 شخص، وتقول بعض التقديرات أنها بلغت 500,000 شخص. مع تنامي زخم الاحتجاجات، حاولت مجموعة كبيرة من المتظاهرين اقتحام مبنى البرلمان في ميدان سينتغما في أثينا، حيث اشتبكوا مع الشرطة، وسبّب ذلك فرار بعض أفراد الحرس الرئاسي من أمام قبر الجندي المجهول. اتهم المتظاهرون نواب البرلمان بكونهم «لصوصًا». تمكنت شرطة مكافحة الشغب من دفع الحشود إلى الخلف باستخدام الغاز المسيل للدموع، والقنابل الومضية، والقنابل الدخانية. أُضرمت النيران في أبنية قريبة من البرلمان، منها بناءٌ تابع لوزارة المالية. وفي معرض ردّه، قال رئيس الوزراء جورج باباندريو: «ليس لأحد الحق في اللجوء إلى العنف، وبالأخص العنف الذي يتسبّب في القتل. فالعنف يولد العنف».

## معرض صور

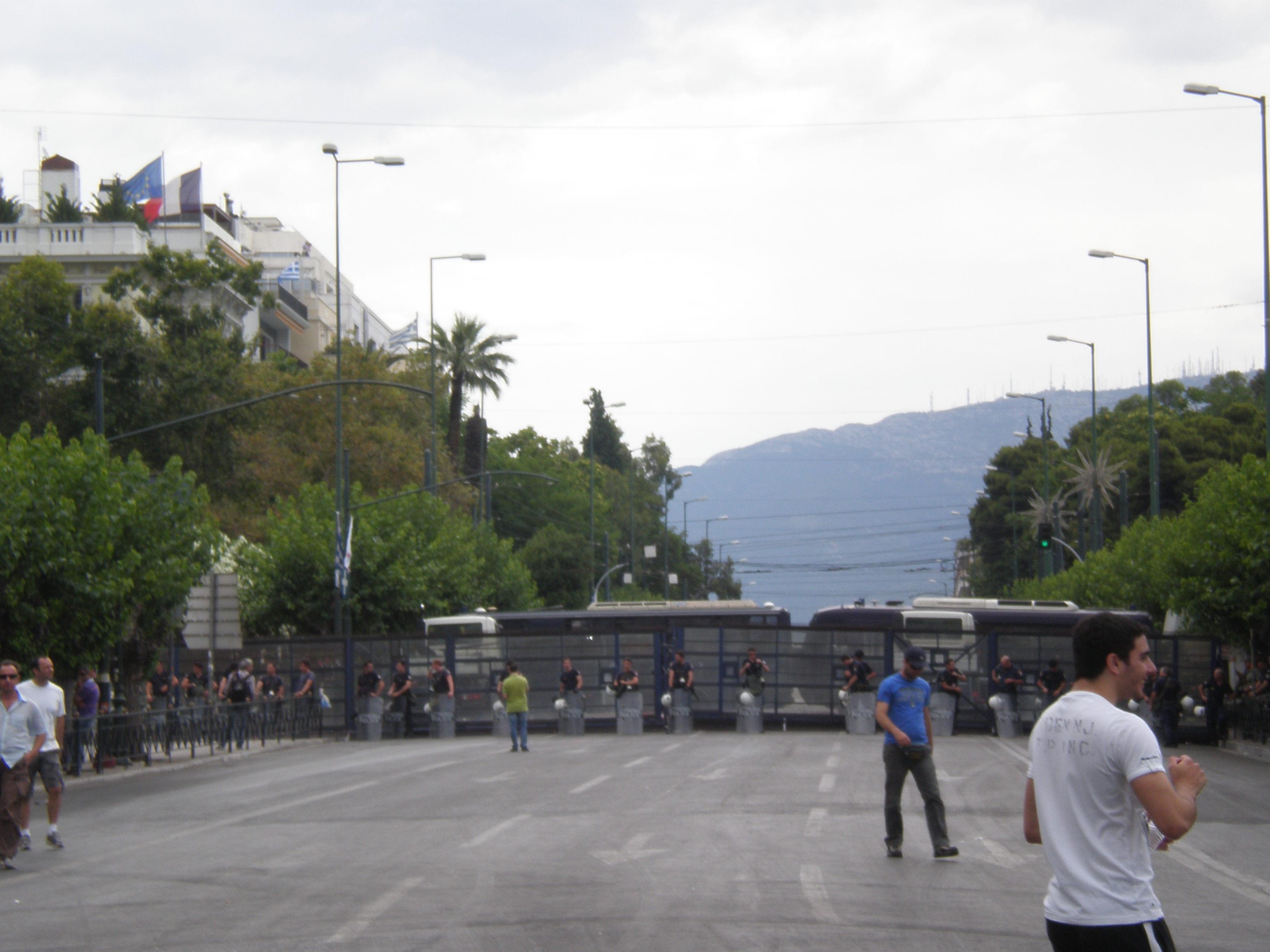
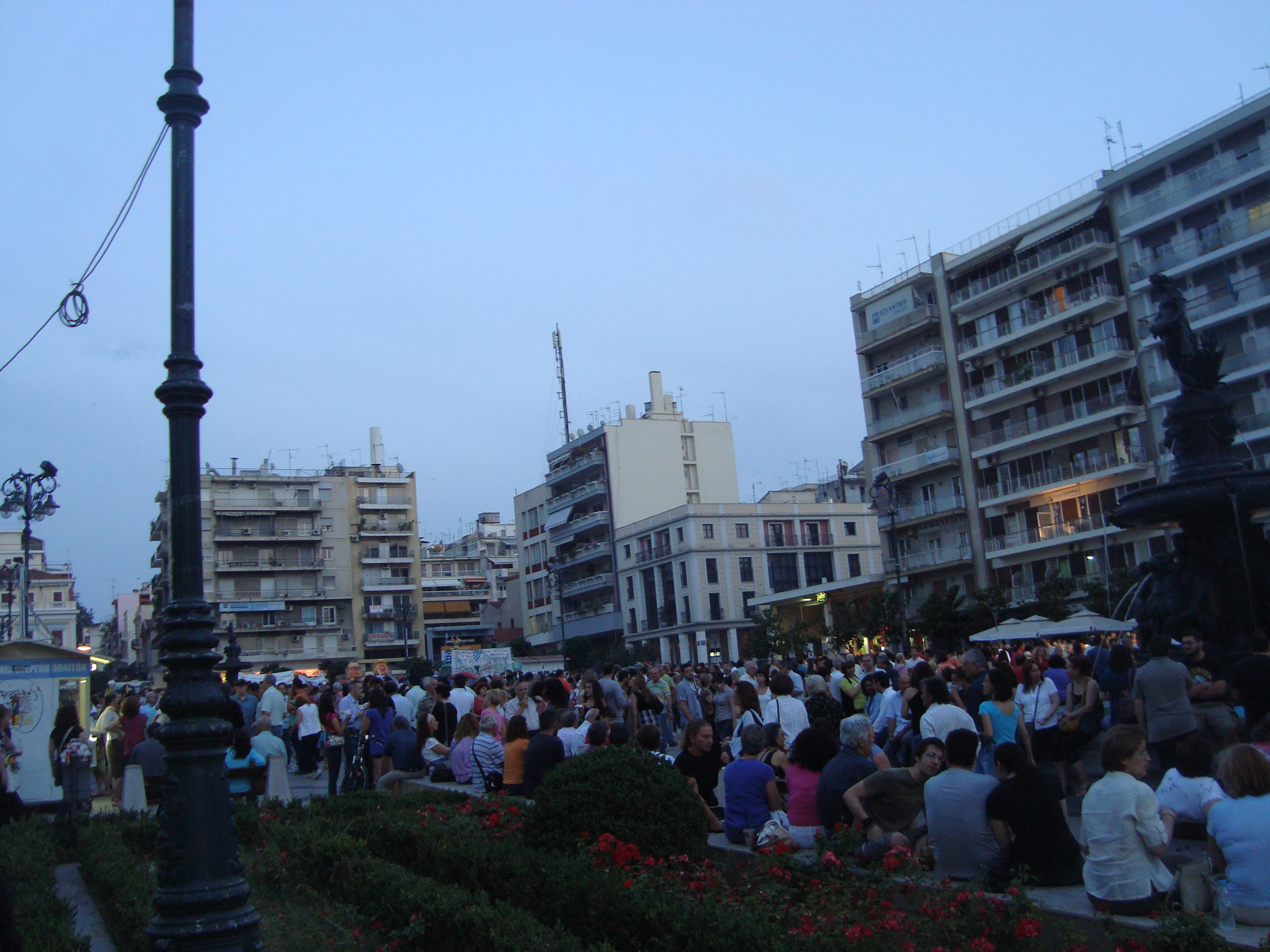
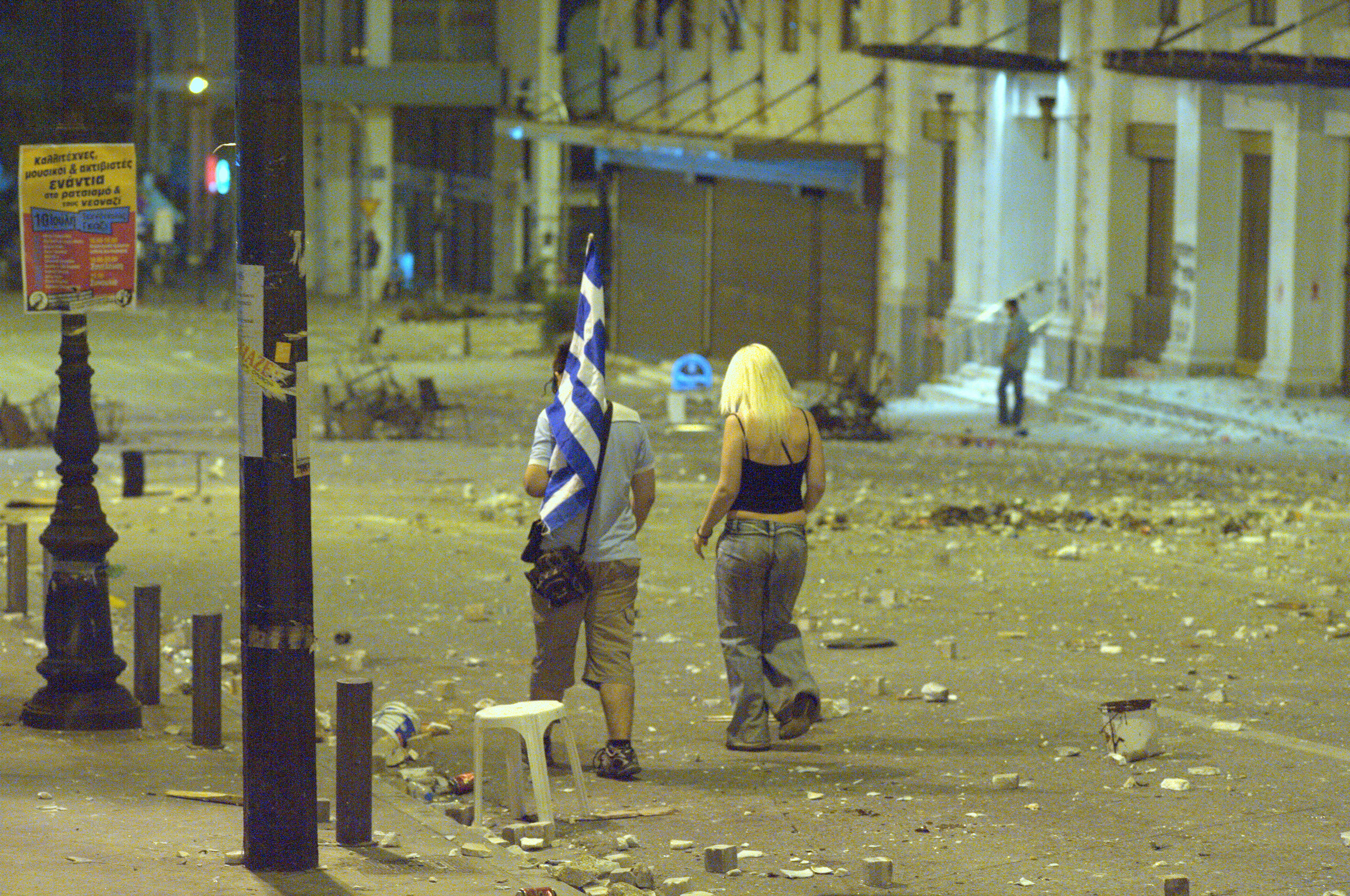
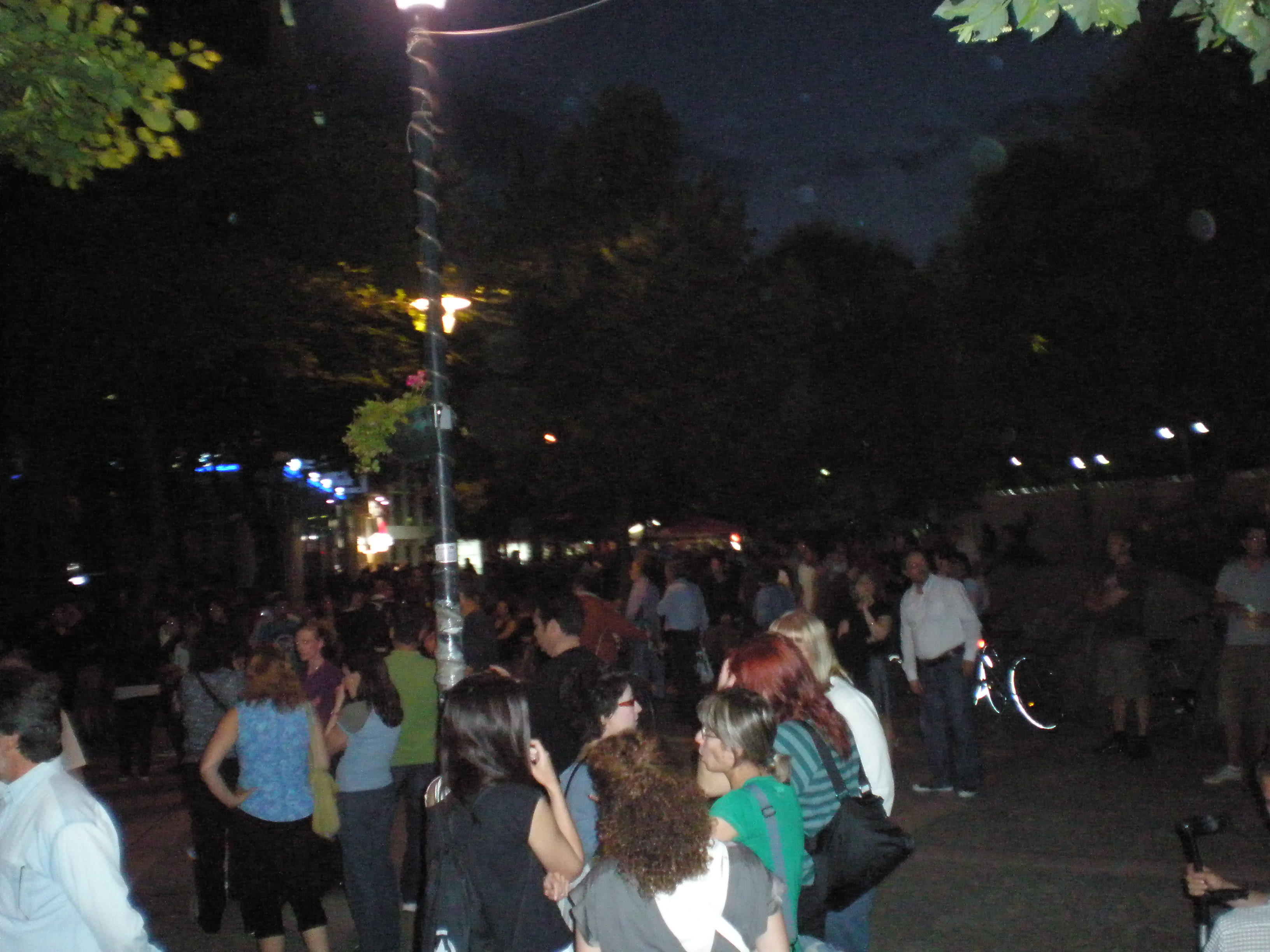
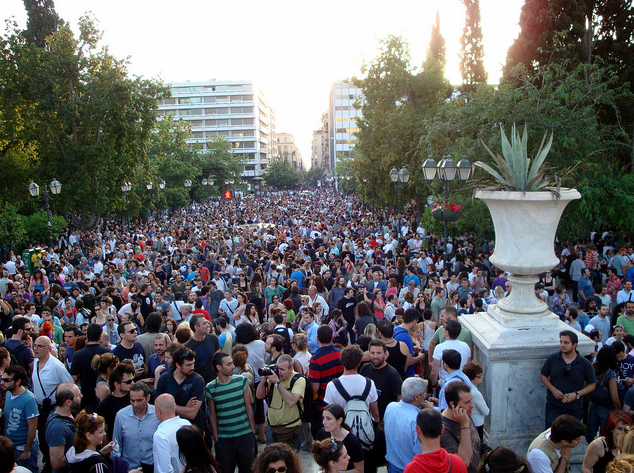